# Джинні й Джорджія
«Джинні й Джорджія» (англ. Ginny & Georgia) — американський драматично-комедійний телесеріал, створений Сарою Ламперт. Реліз першого сезону відбувся 24 лютого 2021 року на Netflix. В травні 2023 року серіал було продовжено на 3 та 4 сезони. Прем'єра третього сезону відбулася 5 червня 2025 року.

## Сюжет
У серіалі йдеться про Джинні Міллер, «п'ятнадцятирічну, яка більш доросла, ніж її тридцятирічна мати». Джорджія вирішує осісти в одному з міст Нової Англії, аби дати її дочці Джинні та сину Остіну краще життя, ніж мала вона.

## Акторський склад та персонажі

### Основні
- Бріанн Гові — 30-річна самотня мати Джинні та Остіна
  - Ніккі Румель — юна Джорджія Міллер
- Антонія Джентрі — Джинні Міллер, підліток, донька Джорджії, яка є більш дорослою, ніж її мати
- Дизель ла Торрака — Остін Міллер, 9-річний син Джорджії та брат Джинні по матері
- Дженніфер Робертсон — Еллен Бейкер[5], сусідка Міллерів, мати Маркуса та Макс
- Фелікс Меллард — Маркус Бейкер[5], підліток, син Еллен, брат-близнюк Макс, любовне зацікавлення Джинні
- Сара Вейсґлесс — Максін «Макс» Бейкер[5], сестра-близнючка Маркуса, підліток, відкрита лесбійка, донька Еллен та нова найкраща подруга Джинні
- Скотт Портер — Пол Рендольф, мер Велсбері, Массачусетс, кандидат у мери на перевиборах; найзавидніший холостяк міста, любовне зацікавлення Джорджії
- Реймонд Еблек — Джо, власник місцевого ресторану Blue Farm Cafe

### Другорядні
- Мейсон Темпл — Гантер Чен, учасник групи, один з любовних зацікавлень Джинні
- Кеті Даглас — Еббі, подруга Макс і Джинні, частина МЕНДЖ (Макс-Еббі-Нора-Джинні)
- Челсі Кларк — Нора, подруга Макс і Джинні, частина МЕНДЖ
- Джонатан Поттс — Містер Гіттен, учитель англійської мови Макс і Джинні
- Сабріна Ґрдевіч — Синтія Фуллер, мати й агент з нерухомості, суперниця Пола на виборах у мери
- Елісен Давн — Бев
- Колтон Ґоддо — Джордан
- Коннор Лейдмен — Зак, шкільний переслідувач Остіна та син Синтії
- Девін Некода — Райлі
- Натан Мітчел — Зайон Міллер, колишній Джорджії та біологічний батько Джинні
  - Кайл Бері — юний Зайон Міллер
- Ребекка Еблек — Падма, псевдодівчина Маркуса
- Тіссен Сміт — Броді
- Деніел Бейрн — Нік, помічник Пола в мерії
- Гамберлі Гонсалез — Софі Санчез, учениця старшої школи та любовне зацікавлення Макс
- Алекс Меллері — приватний детектив Ґабріель Кордова, найнятий колишньою дружиною чоловіка Джорджії для розслідування обставин його смерті
- Деміен Ромео — Метт Пресс, друг МЕНГ
- Кріс Кенопік — Клінт Бейкер, глухий чоловік Еллен та батько Макс і Маркуса

## Український дубляж
- Єлизавета Зіновенко — Джинні Міллер
- Вікторія Москаленко — Джорджія Міллер
- Дмитро Терещук — Пол Рендольф
- Євгеній Лісничий — Маркус Бейкер
- Вікторія Левченко — Максін Бейкер
- Ольга Гриськова — Еббі (сезони 1-2)
- Дарина Муращенко — Еббі (сезон 3)
- Тамара Морозова — Сінтія Фуллер
- Вероніка Лук'яненко — Нора (сезони 1-2)
- Анна Сєдова — Нора (сезон 3)
- Руслан Драпалюк — Нік
- Дмитро Зленко — Зак Фуллер
- Павло Скороходько — Броді
- Юлія Малахова — Елен Бейкер
- Сергій Гутько — Джо
- Тимофій Марченко — Остін Міллер
- Олександр Шевчук — Ґабріель Кордова
- В'ячеслав Скорик — Мисливець Чен
- Марина Локтіонова — Софі Санчес, Сімон
- Роман Чорний — Зайон Міллер (сезони 1-2)
- Ігор Журбенко — Зайон Міллер (сезон 3)
- Кирило Татарченко — юний Зайон Міллер
- Олександр Солодкий — Джордан
- Ганна Соболєва — Медді
- Оксана Гринько — Падма
- Євген Пашин — Марті
- Ігор Журбенко — Ентоні
- Наталія Калюжна — Бренда
- Тетяна Руда — Бет
- Наталія Задніпровська — Лінетт
- Данило Марійко — Вулф
- Юрій Гребельник — Джош
- А також: Роман Семисал, Ярослав Чорненький, Богдан Крепак, Тимофій Марченко, Михайло Войчук, Роман Молодій, Катерина Буцька, Анастасія Павленко, В'ячеслав Хостікоєв, Людмила Чиншева, Володимир Терещук, Євген Локтіонов, Марина Клодніцька, Єлизавета Мастаєва, Світлана Шекера, Анна Артем'єва, Владислав Васицький, Андрій Вільколек, Олена Мойжес, Наталія Надірадзе, Владислав Пупков, Ростислав Фоменко, Діана Семенюк, Роман Харандюк

Серіал дубльовано студією «Так Треба Продакшн» на замовлення компанії «Netflix» у 2021—2025 роках.
- Перекладачі — Олена Алексенко (сезони 1-2), Юлія Почінок (сезон 2, сезон 3, серії 1-4), Ольга Переходченко (сезон 3, серії 5-6), Поліна Новікова (сезон 3, серії 7-8), Тетяна Горстка (сезон 3, серії 9-10)
- Режисери дубляжу — Олена Бліннікова (сезони 1-2), Наталія Надірадзе (сезон 3, серії 1-5), Олена Мойжес (сезон 3, серії 6-9), Галина Желізняк (сезон 3, серія 10)
- Звукорежисери — Дмитро Бойко (сезони 1-2), Юрій Гелун (сезон 3, серії 1, 4, 6), Ігор Грищенко (сезон 3, серії 2, 5, 7, 10), Дмитро Скриль (сезон 3, серії 3, 7, 9)
- Менеджери проєкту — Ольга Чернявська (сезон 1), Сергій Ваніфатьєв (сезон 2), Валерія Антонова (сезон 3)

## Опис серій

### Сезон 1 (2021)
| № серії (загалом) | № серії (в сезоні) | Назва серії                                                                         | Режисер(и)                | Сценарист(и)                     | Оригінальна дата показу |
| --- | ------------------ | ----------------------------------------------------------------------------------- | ------------------------- | -------------------------------- | ----------------------- |
| 1 | 1                  | «Пілот» «Pilot»                                                                     | Аня Адамс                 | Сара Лемперт                     | 24 лютого 2021          |
| Джорджія Міллер зі своєю донькою-підлітком Джинні та 9-річним сином Остіном переїжджають до містечка Веллсбері після смерті її чоловіка. У свій перший день у новій школі Джинні сперечається з учителем англійської мови та знайомиться з Максін, її братом близнюком Маркусом і другом Макса - Хантером. Джинні цілує Маркуса, але розуміючи, що не сподобалась йому, погоджується піти на побачення з Хантером. Тим часом Джорджія зустрічається з мером Полом Рендолфом і просить дати їй роботу. У Джорджії проблеми з грошима, тому що колишня дружина Кенні оскаржує заповіт. Джинні повертається додому після побачення з Хантером, до неї в кімнату прокрадається Маркус. Вони займаються сексом, Джинні втрачає цноту. Джорджія відвідує засідання правління, яке проводить мер. Вона змушує Джо, надати школам органічні продукти харчування за низькою ціною з його власної ферми, це дає їй роботу в мерії. Флешбеки впродовж усього епізоду показують, як Джорджія зазнала жорстокого поводження в підлітковому віці від власної сім’ї, як вона завагітніла в 15 років та аварію її чоловіка, яка була спричинена отруєнням Джорджією. |                    |                                                                                     |                           |                                  |                         |
| 2 | 2                  | «Це обличчя, а не маска» «It's a Face Not a Mask»                                   | Аня Адамс                 | Сара Лемперт і Дебра Дж. Фішер   | 24 лютого 2021          |
| Джинні важко вписатися в новий колектив, оскільки друзі Макс, Еббі та Нора, здаються вороже налаштованими. Джорджія починає свою нову роботу та знайомиться з Ніком. У класі Зак знущається над Остіном, вчителька дає можливість Остіну розповісти більше про себе, зробивши його «зіркою тижня». На роботі команда Джорджії має труднощі з отриманням дозволу на нову аптеку, оскільки цех знаходиться в історичній будівлі без кондиціонера. Джинні приймає протизаплідні таблетки після сексу з Маркусом. Вона проводить час з друзями Макс в надії зустріти Хантера і навіть пробує курити з іншими, щоб сподобатись їм, але все одно відчуває себе аутсайдером. Повернувшись додому, Джинні завдає собі болю, обпікаючи себе. Наступного дня Макс прослуховується для шкільного мюзиклу, а Джинні йде по магазинах з Еббі та Норою і стає свідком їхньої крадіжки. Щоб вписатися, Джинні теж краде, але її ловлять. Джорджія звинувачує власника магазину в расовому профілюванні її дочки. Вона радить Джинні не довіряти іншим дівчатам після того, як вони вдають, що не знали про крадіжку. Джорджія дізнається, що в історичній будівлі насправді є кондиціонер після зустрічі з Синтією в її офісі і повідомляє про це меру. Джо дає Джинні роботу в своєму кафе. Остін приносить листи ув’язненого батька для свого проекту «Зірка тижня» в школі і розповідає, що його тато чарівник відбуває покарання в Азкабані. Джинні розповідає Маркусу, що почувається ізгоєм і зізнається, що він був у неї першим. Еббі та Нора вибачаються перед Джинні. Виявляється, що Джорджія пише Остіну листи від імені його батька, а також використовує номер безпеки свого сина для нової кредитної карти. Колишня дружина Кенні наймає поліцейського Габріеля Кордову досліджувати Джорджію. Флешбеки показують, як жінка з банди байкерів навчила Джорджію стріляти з пістолета, як Джорджія вперше пограбувала заправку і як вона вистрілила в руку свого жорстокого вітчима. |                    |                                                                                     |                           |                                  |                         |
| 3 | 3                  | «Багаті люди нового рівня» «Next Level Rich People Shit»                            | Ренука Джеяпалан          | Девід Монаген і Даніель Гувер    | 24 лютого 2021          |
| Джинні готується до участі в "Ночі сну", яку влаштують для старшокласників. Джорджія пропонує Еллен допомогти з організацією після того, як бачить гроші за квитки. Вона не може знайти няню для Остіна на ніч і Пол погоджується няньчити його. Джинні починає працювати на новій роботі, а Макс, яка отримала головну роль у мюзиклі, закохується у свою партнерку Райлі. Еббі соромиться свого тіла, тому перед тим, як піти на "Ніч сну" заклеює ноги скотчем, щоб вони виглядали худішими. Під час ночівлі Джинні та її нові друзі танцюють і фотографуються у фотобудці, Хантер приєднується до Джинні та цілує її. Джорджія спостерігає за дочкою, але Джинні просить її піти, оскільки їй соромно перед друзями. Джинні, Макс, Еббі та Нора вирішують зробити однакові хвостики, але перукар псує Джинні зачіску і вона біжить до ванної кімнати, де знаходить Маркуса. Вони розмовляють, поки Джинні поправляє зачіску і Маркус розповідає, що бореться з депресією після того, як минулого року помер його найкращий друг. Джорджія краде частину грошей за квитки, коли відносить їх до кабінету директора. Макс зізнається Райлі у своїх почуттях і цілує її, але Райлі каже їй, що вона не лесбійка. Макс розповідає про це Джорджії. Джорджія бачить Джинні у ванній і вони сваряться, Джинні звинувачує свою маму в ревнощах, тому що вона зараз має все, що Джорджія хотіла б мати. Тим часом Пол зближується з Остіном завдяки футболу, а пізніше знаходить кредитні картки на ім’я Остіна. Після ночівлі Хантер просить Джинні стати його дівчиною і вона погоджується, а Макс зустрічає Софі. Флешбеки показують, як Джорджія дізнається, що вагітна у ванній на заправній станції, а одразу після цього зустрічає хлопчика на ім’я Джо, який їде на шкільну екскурсію. Джо дає їй половину свого бутерброда та каже їй, що він із Веллсбері і хотів би мати ферму з тваринами, а Джорджія розповідає, як вона мріяла про коня на ім’я Мілкшейк, коли була молодшою. Перед від'їздом Джо дарує свої сонцезахисні окуляри Джорджії. |                    |                                                                                     |                           |                                  |                         |
| 4 | 4                  | «Лідія Беннет точно феміністка» «Lydia Bennett Is Hundo a Feminist»                 | Ренука Джеяпалан          | Тоня Бхаттачарія і Алі Лавентоль | 24 лютого 2021          |
| Джинні дуже хоче подобатись Хантеру, поки він готується до «Битви банд». На засіданні правління Джорджія пропонує замість розпродажу випічки влаштувати ніч казино, щоб зібрати більше грошей для шкіл. Відділ кадрів запитує її про кредитну картку на ім’я Остіна, яку бачив Пол, Джорджія каже, що це зробив батько Остіна, який ув’язнений за шахрайство. Почуваючись винним, Пол погоджується на вечір казино. Гуляючи з друзями, Джинні ділиться з ними побоюваннями ніби Хантер її не дуже любить, а потім каже, що порно створює спотворене зображення сексу для чоловіків, які ніколи не ставлять на перше місце жіноче задоволення. Маркус підслуховує розмову. Джинні надсилає Хантеру відверте фото, а коли він не відповідає, надсилає його Маркусу, починаючи розмову, яка закінчується секстингом. Джинні вперше мастурбує. Джорджія та Нік намагаються заробити більше коштів на «Ночі казино» ніж Синтія заробила минулого року і їм це вдається це завдяки винахідливості Джорджії. Частину прибутку Джорджія лишає собі. На уроці англійської мови Джинні вирішила обговорити Лідію Беннет із книги «Гордість і упередження», але Хантер не погоджується з нею та ганьбить персонажа. Хантер присвячує пісню Джинні і вони миряться. Пол запрошує Джорджію на побачення. Флешбеки показують, як Джорджія зустрічається з батьками Заяна після того, після того як завагітніла від нього. |                    |                                                                                     |                           |                                  |                         |
| 5 | 5                  | «Бу, с*чко» «Boo, Bitch»                                                            | Садс Сазерленд            | Майк Гайо і Бріана Бельсер       | 24 лютого 2021          |
| Після того, як пісня Хантера стала вірусною, Джинні нарешті стає популярною і більше не відчуває себе самотньою. Вона вирішує зі своїми друзями одягнути груповий костюм на Хелловін і допомагає Макс в стосунках з Софі, запросивши її на вечірку. Джинні також запрошує Брайшу, одну з небагатьох інших чорношкірих дітей. Під час роботи Джинні випадково чує, як Падма каже, що Маркус не хоче мати з нею стосунків. Дівчата вирішують піти на вечірку в костюмах Брітні Спірс. Джорджія та Пол йдуть на побачення, де їх бачить Синтія. Джинні знайомиться з сім’єю Хантера. На ярмарку на Хелловін Пол розповідає про свої інноваційні плани щодо Веллсбері, якщо його переоберуть. Синтія публічно каже, що бачила його зі своєю підлеглою на побаченні і оголошує свою кандидатуру на посаду мера. На вечірці Джинні та її друзі чудово проводять час у своїх костюмах Брітні. Еббі стає зле після того, як вона отримала негативний коментар про свою зовнішність, Джинні читає злісні коментарі про неї під відео Хантера, після чого знову завдає собі болю. П'яна Макс намагається поцілувати Софі, але вона йде з вечірки після цього. Брайша коментує костюм Джинні, маючи на увазі те, що Джинні може так одягатися, тому що вона наполовину біла. Джинні забирає п'яну Макс додому і дивиться, як Маркус піклується про своє сестру. Вона вибачається перед ним за те, що ігнорувала його і вони вирішують бути друзями. Джорджія та Пол займаються сексом. Джорджія повертається додому і бачить там свою сестру Медді, яку вона не бачила понад 10 років. Джинні вражена, взнавши ще одну таємницю Джорджії. Приватний детектив прибуває до Веллсбері. Зак дражнить Остіна, і він встромляє йому в руку олівець. Флешбеки показують, як батьки Заяна запропонували взяти опіку над Джинні, але Джорджія тікає вночі з їх дому, щоб у неї не забрали дочку. |                    |                                                                                     |                           |                                  |                         |
| 6 | 6                  | «Я травмована» «I'm Triggered»                                                      | Садс Сазерленд            | Даніель Гувер і Девід Монаген    | 24 лютого 2021          |
| Остіна відсторонили від навчання і відправили на терапію, але Джорджія не бачить в цьому жодної потреби й свариться з Джинні через це. Присутність Медді змушує Джорджію зіткнутися зі своїм травматичним минулим, а Остін зближується зі своїм двоюрідним братом Калебом. Джинні ділиться з Хантером своїми переживаннями щодо таємниць маминого минулого. Нік розповідає Джорджії про Джинні, чоловіка, з яким він познайомився на «Ночі казино», а пізніше знайомить їх. Макс сумує за Софі. Джорджія розмовляє з Джо в кафе, до них приєднується Медді. Сестри проводять вечір разом. Джинні розмовляє з Максом і Маркусом про своїх нових родичів і отримує більше співчуття від Маркуса, ніж від своєї найкращої подруги. Джо та Джорджія везуть п’яну Медді додому, до них приходить Пол і зізнається у своїх почуттях до Джорджії. Джорджії вдається проникнути в телефон Медді та дізнатися, що її сестра приїхала у Веллсбері, щоб шпигувати за нею на користь детектива Кордови. Джорджія знаходить фотографію Кордови і розуміє, що це друг Ніка - Джессі. Джорджія віддає Медді вдвічі більшу суму, ніж обіцяв детектив і виганяє її. Перед тим як піти, Медді розповідає, що після втечі Джорджії батько почав мучити її. Макс вибачається перед Софі, і вони цілуються. Джинні приходить додому рано і оглядає кімнату Джорджії, щоб знайти інші секрети, вона знаходить фотографії Джорджії в дитинстві та пістолет. Джорджія теж повертається додому рано і чує шум у своїй кімнаті, вона піднімається нагору з пістолетом із сумочки, мати й донька націлюють зброю одна на одну. Джорджія каже Джинні, що вона зберігає свої таємниці, щоб захистити її, але донька лише злиться через це. Джорджія спалює свої дитячі фотографії. Флешбеки показують, як Джорджія працює і живе в пансіонаті, власник якого, старший чоловік на ім’я Ентоні Грін небайдужий до Джорджії. Там вона починає грати в покер. До неї приходить Медді, яка також втекла з дому, але Джорджія просить її піти, після того, як Медді залишила маленьку Джинні у ванні без нагляду. Медді викрадає всі гроші Джорджії та йде. |                    |                                                                                     |                           |                                  |                         |
| 7 | 7                  | «Щасливого шістнадцятиріччя, дурепо!» «Happy Sweet Sixteen, Jerk»                   | Алейса Янг                | Алі Лавентоль і Тоня Бхаттачарія | 24 лютого 2021          |
| Джинні виповнюється 16. Пол сперечається з Синтією, а пізніше грає з Остіном і дає йому поради щодо конфлікту із Заком. Джорджія просить допомоги в Марті. Родина Джорджії свариться за обідом. Після обіду Пол відвідує Джорджію і залишається ночувати. Джорджія влаштовує вечірку з ночівлею в честь дня народження Джинні. До них приходять Нік із Габріелем і Джорджія в розмові називає Габріеля його справжнім іменем. Габріелю телефонують щодо медичних тестів, які показали відмінне здоров’я чоловіка Джорджії незадовго до його смерті. Друзі Джинні беруть алкоголь Джорджії і тікають до дому Максін, де влаштовують гучну вечірку. Джорджія дізнається про них і повідомляє поліції. Пол йде у відділок, щоб забрати Джинні. Джорджія розповідає Джинні про те, як її вітчим ґвалтував її в дитинстві, через що вона втекла з дому. а також , що вона не отримала спадщини і вони банкрути. Остін повертається до школи, але не наважується зайти всередину і тікає. Флешбеки показують час, коли Джорджія була заарештована за організацію підпільного казино і ледь не втратила опіку над Джинні. |                    |                                                                                     |                           |                                  |                         |
| 8 | 8                  | «Перша галочка, наступна» «Check One, Check Other»                                  | Алейса Янг                | Бріана Бельсер і Майк Гайо       | 24 лютого 2021          |
| Синтія випускає відео проти Пола та Джорджії, через що Пол починає втрачати прихильників. Падма остаточно розриває стосунки з Маркусом. На уроці англійської мови Джинні потрібно написати есе для конкурсу. До міста приїжджає тато Джинні Заян. Джинні боїться, що її батьки знову будуть разом, незважаючи на стосунки Джорджії з Полом. Пол приходить на обід і зустрічає Заяна. Стало відомо, що батьки Еббі розлучаються, але ніхто з її друзів не помічає через що проходить Еббі. Маркус хоче розповісти Джинні про свої почуття до неї. Заян бере Джинні на вечір поезії під відкритим мікрофоном у Бостоні, де він обіцяє залишитися, щоб бути ближче до доньки. Джорджія бачить, як Маркус лізе крізь вікно до Джинні і влаштовує сварку через це з дочкою. Остін продовжує прогулювати школу, щоб не зустрічатися з Заком. Джинні представляє своє есе на уроці англійської мови, однак вчитель оголошує Хантера переможцем і називає роботу Джинні надто нетрадиційною. Макс і Софі займаються сексом. Джинні та Хантер сперечаються про твір Джинні та їхній різний досвід як небілих людей ставлення до них через це. Джинні спілкується із Заяном, який заохочує її бути справжньою собою. Еббі просить усіх дівчат зустрітися в кафе та звинувачує їх у тому, що вони залишили її саму у важкий період, дівчата обіцяють бути поруч одна з одною. Кордова з'ясовую, що в Джорджії є рослина вовчий аконіт, яка може викликати серцеві напади. Синтія дає інтерв’ю, в якому звинувачує Джорджію в тому, що в її будинку є зброя. Пол злиться на неї через це, Джорджія проводить ніч із Заяном. Джинні бачить своїх батьків разом і знову обпікає себе, це бачить Маркус через вікно. Він зізнається їй у коханні, але Джинні злиться на нього і сильно ображає. Маркус сідає на свій мотоцикл, незважаючи на відсутність прав, і потрапляє в аварію. Флешбеки показують, як Джорджія виходить заміж за Ентоні Гріна, щоб не втратити опіку над Джинні, але шлюб стає для неї пасткою. Джорджія отруює напій чоловіка і спостерігає, як він помирає, розмірковуючи над тим, щоб подзвонити в 911. |                    |                                                                                     |                           |                                  |                         |
| 9 | 9                  | «Почуття - це складно» «Feelings Are Hard»                                          | Каталіна Агіляр-Мастретта | Даніель Гувер і Девід Монаген    | 24 лютого 2021          |
| Джинні почувається винною та хвилюється через аварію Маркуса. Він повертається додому з лікарні зі струсом мозку. Джорджія тримає Заяна на відстані після того, як вони спали разом і вибачається перед Полом. Кордова висловлює свою гіпотезу про те, що Джорджія отруїла Кенні вовчим аконітом, що спричинило у нього серцевий напад і просить провести ексгумацію тіла. Джорджія знову просить допомоги у Марті. Граючись із Заяном, Остін знаходить свої листи для батька в шафі Джорджії. Джинні розмовляє з Джо про Маркуса та просить його поради. Джорджія обговорює з Джинні ситуацію з Заяном і обіцяє, що між ними нічого більше не буде. Сім'я Міллерів вечеряє з Бейкерами. Джинні відвідує Маркуса в його кімнаті і зустрічається там з Падмою, яка попереджає, що Маркус завдасть їй болю. Заян зізнається Джорджії, що хоче спробувати створити справжню сім'ю з нею. Джорджія допомагає Полу заручитися підтримкою перед виборами, організовуючи заходи, спрямовані на покращення Веллсбері. Синтія бачить як Джорджія обнулює чеки в банку. Софі розлучається з Макс. Дівчата ідуть втішати Макс, а Джинні тим часом іде в кімнату Маркуса. Вона хвилюється, що Маркус злий на неї і через це не відповідає на повідомлення. Маркус каже, що загубив телефон під час аварії, вони миряться і обнімаються. В цей момент їх бачить Еббі, Джинні просить не розповідати Макс про це. Після міського мітингу Джорджія намагається порвати з Полом, але Пол просить її вийти за нього заміж і Джорджія погоджується. Коли вона повертається додому, Заян повідомляє, що йде бо не хоче руйнувати життя Джорджії. Джинні каже Маркусу, що кохає його, він відповідає їй взаємністю і вони займаються сексом, після цього Маркус каже Джинні, що може допомогти їй, якщо вона захоче. Синтія пробирається в кабінет мера і знаходить докази того, що Джорджія краде гроші. Кордова з'ясовує, що тіло Кенні зникло з могили. Остін показує Джинні листи до тата, які Джорджія не надсилала, тож Джинні допомагає йому їх переслати. Макс знаходить загублений телефон Маркуса та бачить переписку з Джинні. Флешбеки показують, як Джорджія та Джинні з’являються в будинку Заяна після того, як вони не спілкувалися протягом року. Певний час вони живуть разом, але Джорджія розуміє, що вона стримує Заяна від досягнення його мрій, тому вона просить його піти і влаштувати власне життя. |                    |                                                                                     |                           |                                  |                         |
| 10 | 10                 | «Найгірша зрада після Джордана і Кайлі» «The Worst Betrayal Since Jordyn and Kylie» | Каталіна Агіляр-Мастретта | Дебра Дж. Фішер і Сара Лемперт   | 24 лютого 2021          |
| Незважаючи на те, що Джорджія та Пол заручені, ситуація в Міллерів дуже напружена: Остін продовжує прогулювати школу, а з Джинні перестають спілкуватись друзі. З наближенням виборів Синтія публічно звинувачує Джорджію в розтраті грошей, але не може нічого довести. Нік помічає, що того ранку був зроблений величезний депозит на ту суму, якої не вистачало. Після того, як вчитель англійської мови знову виділяє Джинні, вона зустрічає Брайшу у ванній кімнаті, і вони говорять про те, як важко бути чорним у місті, де є лише білі. Хантер каже Джинні, що не хоче розлучатися і що любить її. Джо помічає окуляри Джинні, і вона каже йому, що Джорджія отримала їх від незнайомця на заправній станції. Джо вважає це знаком і готовий розповісти Джорджії про свої почуття, але дізнається про її заручини з Полом. Джинні йде на мюзикл Макс, щоб поговорити з нею, але Макс зізнається, що знає про неї та Маркуса і звинувачує у брехні. Джинні звинувачує Еббі в тому, що вона сказала Макс і Макс, розуміючи, що Еббі знала про все свариться з нею теж. Хантер втручається в сварку, і Еббі розповідає йому, як Джинні зрадила його з Маркусом. Маркус, який заходить у цей момент, каже, що вони з Джинні зробили помилку, Хантер б'є Маркуса. Макс розповідає мамі про Джинні та Маркуса і Еллен свариться з Джорджією. Джинні звинувачує Джорджію в постійній брехні і розповідає, що надіслала листи Остіна його батьку. Джинні шантажує свого вчителя англійської, щоб він підписав рекомендаційний лист для неї, звинувачуючи його в расизмі, а Джорджія дізнається, що Остін пропускає школу. Втративши своїх друзів, Джинні проводить час з Брайшою. На роботі її відвідує Габріель, який розповідає, що розслідував Джорджію і підозрює її у вбивстві Кенні. Джинні розуміє, що детектив може бути правий, але захищає маму. Поки Джорджія святкує перемогу Пола на виборах, Джинні вирішує втекти. Разом з Остіном вони спалюють аконіт, а тоді викрадають мотоцикл Маркуса та втікають. Джорджія натякає Габріелю, що вона додала прах Кенні у феєрверки.. |                    |                                                                                     |                           |                                  |                         |

### Сезон 2 (2023)
| № серії (загалом) | № серії (в сезоні) | Назва серії | Режисер(и)        | Сценарист(и)                         | Оригінальна дата показу |
| --- | ------------------ | --- | ----------------- | ------------------------------------ | ----------------------- |
| 11 | 1                  | «З поверненням, с*чки!» «Welcome Back, Bitches!»                                                                         | Джеймс Дженн      | Сара Лемперт і Дебра Дж. Фішер       | 5 січня 2023            |
| Після втечі, Джинні та Остін живуть з Заяном у Бостоні. Джинні сняться кошмари про Джорджію. Маркус важко переживає від'їзд Джині. Джорджія намагається вдавати, ніби все гаразд. Чоловік Синтії, Том, смертельно хворий. Дідусь і бабуся Джинні приходять на вечерю; коли вони йдуть, Джинні випадково чує їх розмову про те, що вона не в порядку. На День Подяки, Пол везе Джорджію, щоб познайомити зі своїми батьками. Джорджія випадково чує розмову Пола та його батьків про те, що, на їхню думку, вона йому не підходить. Заян обіцяє Джорджії привезти дітей на спільну вечерю. У Джинні стається напад паніки, коли вона дізнається, що їй знову потрібно побачити Джорджію. Вона розповідає йому про самоушкодження, Заян хоче розповісти про це Джорджії та відправити доньку на терапію. Коли вони повертаються до Веллсбері, Джинні повертає Маркусу мотоцикл і просить вибачити її за те, що вона поїхала і ігнорувала його повідомлення. Остін прощає Джорджію. Заян, Джорджія, Пол, Джинні та Остін разом вечеряють. Тим часом Еббі йде до будинку Макс, вона знову просить вибачення, але Макс виганяє її. Заян намагається розповісти Джорджії про самоушкодження Джинні. Щоб зупинити його, вона погоджується повернутися додому. Габріель дізнається, що Джорджія була одружена з Ентоні Ґріном до того, як Кенні таємничим чином зник. Джинні знову обпікає себе. Заян замовляє сеанс терапії для Джинні. Маркус прокрадається в кімнату Джинні, вони розмовляють, Джинні просить його залишитися на ніч. Флешбеки показують день виборів мера, Джорджія повертається додому та розуміє, що її дітей немає, а квіти вовчий аконіт спалені, вона плаче на підлозі. Багато років тому, Джорджія працювала на День подяки, щоб заробити більше грошей і вигадала "вогнеп'ятницю", щоб Джинні мала що святкувати. |                    | |                   |                                      |                         |
| 12 | 2                  | «Чому все повинно бути жахливо весь час, вічність?» «Why Does Everything Have to Be So Terrible, All the Time, Forever?» | Джеймс Дженн      | Даніель Гувер і Девід Монаген        | 5 січня 2023            |
| У Джинні перший день в школі після повернення та перший сеанс терапії, Маркус залишався ночувати останні три ночі. Джорджія просить Пола переїхати. Вона знову просить пробачення в сина за те, що не надіслала листи його батькові, він прощає її. Коли Джинні заходить до школи, її старі друзі ігнорують її. Маркус сидить зі своїми друзями і не кличе Джинні до себе. Еббі сидить сама. Між Ніком і Джорджією зростає напруга. Вона планує приєднатися до Сусідського Клубу, але дізнається, що їй для цього потрібен спонсор, тому вона відвідує Синтію. Брайша та Джинні тренуються репліки для Зимового мюзиклу, вони говорять про Маркуса та Браяна, хлопця, який подобається Брайші. Заян веде доньку на сеанс терапії, вона розповідає про своє дитинство та самоушкодження. Джинні засмучується, коли Маркус не приходить до неї на ніч. Габріель розповідає колишній дружині Кенні про зникнення Ентоні. Коли Заян підвозить Джинні, Джорджія роздратована, що не в курсі подій. Макс стежить за сторінкою Софі. Джорджія викидає всю їжу з дому на зло Джинні. Габріель дає Джорджії зрозуміти, що він знає про Ентоні. Нік дізнається про розкрадання грошей, але не наважується розповісти про це Полу після розмови з Джорджією. Для вистави затверджують список акторів: Макс — зла відьма, Брайша — головна героїня, Браян — її коханий. Джинні йде на Блакитну Ферму і переконує Джо повернути їй роботу. Синтія просить учасників клубу не приймати до них Джорджію. Пол каже Джинні, що хоче бути поруч з нею та Остіном. Вона дізнається від Пола, що батько Остіна брав кредитні картки на своє ім’я, шукає свій кредитний рейтинг і з’ясовує, що це була Джорджія, а не Ґіл. Вона йде до будинку Маркуса, щоб не завдати собі шкоди. Флешбеки показують, як Джорджія йде до своєї старої банди байкерів, щоб ті допомогли позбутися тіла Ентоні.                                                                                 |                    | |                   |                                      |                         |
| 13 | 3                  | «Що за ігри, дівчинко?» «What Are You Playing at, Little Girl?»                                                          | Одрі Каммінгс     | Майк Гайо                            | 5 січня 2023            |
| Напруга зростає після того, як Джорджія дізнається, що Джинні знає, що сталося з Кенні. Джинні викрадає кредитну картку на ім'я Остіна. Вчителька каже Джорджії, що Остін відстає в класі і , що він, можливо, потребує консультації. Потаємність Джинні починає набридати Маркусу. Зак починає дружити з Остіном. Джорджія шукає собі весільну сукню. Вона пропонує Полу взяти гроші у батьків, він відмовляється. Джинні продовжує лікування у психотерапевта. Джинні купує Остіну гру, вважаючи, що він повинен отримати щось із картки на своє ім’я. Маркус цікавиться, що Джинні приховує від нього, вона відмахується від нього, тому він йде. Джинні намагається писати в щоденнику, але не може. Джорджія знову намагається потрапити в клуб. Софі їде на Блакитну Ферму зі своїм новим хлопцем, Еббі та Джинні бачать їх. Джорджія просить поради в Заяна щодо весілля, оскільки він її єдиний друг. Брайша засмучена тим, як вийшли знімки для вистави, тому Джинні веде її до тата, який робить їм професійні знімки. Група Хантера репетирує пісню, яку він написав про Джинні, друзі починають хвилюватися за нього. Заян радий бачити, що Джинні заводить чорношкірих друзів, він пропонує писати вірші в її блокноті. Джинні намагається розповісти Маркусу про свої почуття, тому вона пише для нього вірш. Еббі розповідає Максу про нового хлопця Софі, але Макс злиться на неї за це. Джинні з Еббі говорять про розлучення її батьків, про стосунки Джинні з Маркусом і своїх старих друзів. Джорджія нарешті переконує Синтію залучити її до клубу. Джинні та Падма зближуються під час роботи. Під час суперечки Джинні згадує Мері, викликаючи напад паніки в Джорджії. Джинні зізнається Маркусу, що її мама вбила її вітчима, він обіцяє мовчати про це. Джорджія каже їй, що вона вбила його заради своєї сім'ї, і зробить це знову, якщо буде потрібно. Флешбеки показують як Джорджія використовує Джинні для крадіжки одягу. |                    | |                   |                                      |                         |
| 14 | 4                  | «З моїм днем народження вас!» «Happy My Birthday to You»                                                                 | Одрі Каммінгс     | Аніл К. Формен                       | 5 січня 2023            |
| Джорджія ловить Маркуса за курінням і заводить з ним розмову про його з Джинні майбутнє. Джинні планує вечірку на день народження Маркуса. Пол і Джорджія сперечаються про методи виховання дітей, коли він дізнається про ночівлі Маркуса. Пол наполягає, щоб Остін пішов на консультацію до психолога. Макс запрошує Софі на день народження. Еббі, Маркус і Джинні знову курять разом. Пол засмучує Джорджію, коли створює веб-сайт міста, не порадившись з нею. Макс запрошує Сільвер на вечірку. Синтія проводить на Блакитній фермі цілий день, не бажаючи бачити Тома, тому що він забув її ім'я. Джо бореться зі своїм нерозділеним коханням до Джорджії. Джорджія вибачається перед Еллен, і вони миряться. Макс звинувачує Маркуса у тому, що він забрав її друзів. Пол намагається вмовити Джорджію надати професійну допомогу Остіну, що призводить до суперечки. Джорджія просить Джинні стати її дружкою на весіллі. Нора мириться з Еббі та Джинні. Габріель дізнається, що Джорджія ніколи не була підозрюваною у справі про смерть Ентоні. Джинні і Макс миряться, після того, як Джинні зізнається, що кохає Маркуса. На вечірці Макс вибачається перед Еббі. Брайша та Браян танцюють разом. Макс засмучує Сільвер, коли починає говорити про Софі. Джорджія дізнається, що Джинні влаштувала вечірку і сповіщає про це Еллен. Джинні та Хантер нарешті говорять про свої стосунки та розставання. Джо та Синтія зближуються. Маркус просить Джинні стати його дівчиною. Джорджія та Еллен зривають вечірку. Джинні дзвонить доктору Лілі, щоб не завдати собі шкоди, у неї психічний зрив. Флешбеки показують, як Джорджія бреше про те, що Джинні хвора, щоб вони могли довше залишитися в будинку. |                    | |                   |                                      |                         |
| 15 | 5                  | «Оладки - вогонь» «Latkes Are Lit»                                                                                       | Данішка Естерхазі | Кейл Футтерман                       | 5 січня 2023            |
| Джорджія планує весілля, вечірку для клубу і збір коштів для жінок і дітей. Містер Гіттен просить Джинні вибрати книгу, щоб додати її до навчальної програми про досвід темношкірих американців. Брайша витягує Браяна у Таємному Санті, а Макс - Сільвер. Джорджія вибачається перед Ніком і просить його стати її дружбою на весіллі. Падма та Джинні пропонують Джо ідею відкритого мікрофону. Джорджія обирає тему таємничого вбивства для своєї вечірки попри те, що Джинні вважає ідею садистською. Джинні та Заян вечеряють, він дає їй пораду стосовно вчителя літератури. Джорджія забиває вікна у спальні Джинні. Макс розуміє, що їй подобається Сільвер. Джинні та доктор Лілі говорять про Джорджію як про матір. Джо підслуховує розмову Пола та Заяна про Джорджію. Під час зустрічі в підвалі, Броді робить коментар про вагу Еббі, що викликає у неї комплекси щодо зовнішності. Пол сперечається з Джорджією про пістолет, який він знайшов у будинку, він викидає його. Джинні заважає Джорджії звільнити містера Гіттена. Біля відкритого мікрофона Падма співає пісню, яку написала про Маркуса. Джинні починає читати свій вірш. Джорджія заходить і чує вірш про себе. Синтія цілує Джо, але одразу шкодує про це. Джинні вибачається, але Джорджія надто засмучена, щоб пробачити її. Ґіл приходить до школи Остіна. Флешбеки показують, як Джорджія дає голодній Джинні власну їжу. Вона не може знайти няню. щоб піти на побачення з Ґілом, тож він приходить до них і замовляє всім трьом доставку. |                    | |                   |                                      |                         |
| 16 | 6                  | «Дуже щасливого Різдва Джинні та Джорджії» «A Very Merry Ginny & Georgia Christmas Special»                              | Данішка Естерхазі | Анджела Ніссел                       | 5 січня 2023            |
| Джорджія все ще засмучена через вірш Джинні. Маркус дає Джинні поради щодо Джорджії. Пол дратується, коли Джорджія публікує його фото в Iсоцмережі. Макс пише повідомлення Софі, що сумує за нею. Браян запрошує Брайшу піти разом на футбольний матч. Джинні та Джорджія заходять до Заяна під час побачення з Сімон і вона випадково запрошує родину Заяна на вечерю. Шукаючи подарунки, Остін знаходить пістолет. Габріель дізнається, що адвокат Джорджії пов'язаний з її старою бандою. Під час карнавалу Пол вислуховує бажання у костюмі Санти. Синтія просить вибачення за те, що поцілувала Джо. Пол і Джорджія сперечаються. Маркус їде на Різдво до бабусі з дідусем. Джинні сперечається з Джорджією щодо вірша. Вона знову обпікає себе. Джорджія не витримує розмову з Лінетт, коли вона згадує про Кенні, Ґіла, її неосвіченість і виховання Джинні. Вона розумію, що Лінетт має рацію щодо всього сказаного. Джо підбадьорює її. Вона мириться з Полом. Синтія і Джо займаються сексом. Ґіл приїжджає на Різдво і каже, що змінився. Джорджія читає блокнот Джинні. Зрозумівши що Джинні завдає собі шкоди, вона телефонує Заяну, він каже, що вона вже відвідує психолога. Вона змушує Джинні показати їй шрами. Джорджія вибачається, що не помітила цього і вони разом плачуть. Флешбеки показують, як Ґіл купує подарунки для Джорджії та Джинні. |                    | |                   |                                      |                         |
| 17 | 7                  | «Дозволь заспівати тобі серенаду» «We're Going to Serenade the Sh*t Out of You»                                          | Шерон Льюїс       | Даніель Гувер і Девід Монаген        | 5 січня 2023            |
| Джорджія намагається стати кращою мамою. Маркус починає поводитися інакше. Ґіл намагається стати частиною життя Остіна. Йому не вдається переконати Джорджію, що він змінився. Містер Гіттен каже Джинні провести урок за книгою. Джинні знайомиться з Сімон. Пол і Заян обговорюють Ґіла, він обом не подобається. Макс розуміє, що подобається Сільвер. Маркус приходить до школи п'яний. Джорджія приєднується до сеансу терапії Джинні. Вони обидві відчувають, що їх не розуміють. Вони говорять про расизм, кордони та брехню. Макс розуміє, що Маркус страждає, тому що він не вважає себе вартим Джинні. Еббі дізнається, що у її тата є дівчина, Джинні намагається заспокоїти її. Ґіл каже Синтії, що Джорджія звинуватила його у шахрайстві, яке зробила сама. Джинні кидає свій урок англійської, тому що вона більше не може бути в класі містера Гіттена. Джинні та Макс сваряться через те, що Джинні переживає в класі. Макс розуміє, що вона не розуміла як важко було Джинні. Сільвер каже Макс про свої почуття. Джинні влаштовує для Джорджії дівич-вечір. Макс вибачається перед подругою. Ґіл забирає Остіна, Джорджія готує рушницю. Флешбеки показують, як Ґіл розповідає Джорджії про свої махінації з грошима. Джорджія розфарбовує обличчя, коли Заян і Ґіл зустрічаються на дні народження Джинні. Коли вони йдуть, вона змиває з обличчя фарбу, яка приховувала синець. |                    | |                   |                                      |                         |
| 18 | 8                  | «Увага! Морок наступає!» «Hark! Darkness Descends!»                                                                      | Шерон Льюїс       | Меган Хартенштейн и Джордан Дамброфф | 5 січня 2023            |
| У Маркуса депресія. Маркус вибачається перед Падмою за те, що завдав їй болю. Еббі та Прес починають спілкуватися. Пол сперечається з батьками про одруження з Джорджією. Він вирішує скоротити витрати бюджету на освіту. Джорджія вигадує ідею, яка принесе користь місту та школі. Джо починає за неї хвилюватися. Синтія розуміє, що Джо подобається Джорджія, і розриває з ним стосунки. Джинні організовує бунт проти містера Гіттена. Синтія допомагає Джорджії, коли бачить, що Ґіл їй надокучає. Габріель розповідає Джинні про Ентоні. Джо просить вибачення у Синтії, вони обоє не хочуть втрачати дружні стосунки. Прес дізнається, що Еббі заклеює свої ноги скотчем. Остін спостерігає, як Джорджія вбиває Тома. Джинні каже Маркусу, що знає, що він не хоче бути з нею. Брайша запрошує Браяна на побачення. Макс і Сільвер цілуються. Софі просить Макс зустрітися та поговорити. Макс і Маркус чують постріл. Флешбеки показують, як Джо протистоїть хулігану. |                    | |                   |                                      |                         |
| 19 | 9                  | «Убити Ґіла» «Kill Gil»                                                                                                  | Роуз Троше        | Дебра Дж. Фішер и Сара Лемперт       | 5 січня 2023            |
| За три дні до пострілу Джинні намагається звикнути до свого нового уроку англійської, оскільки інші учні не сприймають його всерйоз. Нік відчуває, що Габріель віддаляється від нього. Джорджія розповідає Джинні про Ентоні, кажучи, що це був нещасний випадок. Джинні випадково чує розмову Макс та Маркуса про його почуття. Ґіл шантажує Джорджію, щоб вона дозволила йому побачитися з Остіном. Синтія розповідає Джорджії про те, що спала з Джо. Джо запитує Джорджію, чи подобався він їй колись. Джорджія втішає Джинні після її розриву з Маркусом. Ґіл заходить в будинок і штовхає Джорджію на підлогу, Остін стріляє в нього зі знайденого пістолета. Вони прибирають будинок і зашивають Ґілу руку до того, як Пол повертається додому. Джорджія розповідає дітям про насильство Ґіла протягом багатьох років, але вирішує приховати це від Пола. Вона дзвонить у весільну компанію та скасовує замовлення. Габріель дізнається, що Джорджія була з Томом, коли він помер, і повідомляє про це в поліцію як про підозру у вбивстві. Флешбеки показують, як Джорджія збирає речі, щоб втекти від Ґіла, але дізнається, що вагітна. |                    | |                   |                                      |                         |
| 20 | 10                 | «Я не Попелюшка» «I'm No Cinderella»                                                                                     | Роуз Троше        | Сара Лемперт и Дебра Дж. Фішер       | 5 січня 2023            |
| Джинні дізнається від Макс, що Маркус у депресії. Маркус обіцяє Джорджії зберегти її таємницю щодо вбивства. Джинні дізнається, що Джорджія скасувала весілля і вмовляє її розповісти все Полу, щоб їм не довелося знову переїжджати. Джорджія розповідає Полу все про своє минуле, крім вбивств і шантажу Ґіла. Пол гнівається і йде з дому. Джинні йде до будинку Маркуса і лишається з ним, щоб підтримати його. Пол кличе Джорджію на зустріч до офісі. Вона приходить і бачить там поліцейського та адвоката, тож припускає, що зараз її заарештують. Приходить Ґіл і Пол каже йому, що він засуджений злочинець і повернеться до в’язниці, якщо продовжить переслідувати та шантажувати Джорджію. Пол все ще хоче одружитися з Джорджією. Джинні допомагає мамі знайти нове місце для святкування весілля. Габріель розповідає Ніку правду про свою особу та злочини Джорджії. Пол і Джорджія одружуються, а Джинні виголошує промову на прийомі. Посеред першого танцю молодят приїжджає поліція і Джорджію заарештовують за вбивство Тома. Коли її садять у поліцейську машину, Остін лякається і при всіх каже, що нікому не розповідав про те, що бачив у ніч смерті Тома. Флешбеки показують, як Ґіл кидає Джорджію на землю, а Джорджія погрожує Ґілу пістолетом, перш ніж він вириває його з її рук. |                    | |                   |                                      |                         |

## Виробництво

### Розробка
13 серпня 2019 року анонсували, що Netflix замовив виробництво першого сезону серіалу, що складався з 10 серій. Серіал створений Сарою Ламперт, яка також мала стати виконавчим продюсером з Деброю Дж. Фішер, Анею Адамс, Джеффом Тайлером, Дженні Делі, Голлі Гайнс та Деном Марчем. Адамс також зрежисувала перших два епізоди серіалу. А взяти участь у виробництві серіалу мали такі виробничі компанії як Madica, Critical Content та Dynamic Television.

### Акторський склад
Разом з анонсом серіалу повідомили, що до складу касту ввійшли Бріанн Гові, Антоніа Джентрі, Дизель ла Торрака, Дженніфер Робертсон, Фелікс Меллард, Сара Вейсґлесс, Скотт Портер та Реймонд Еблек, які з'являтимуться на екрані регулярно. 20 січня 2021 року анонсували, що Мейсон Темпл братиме участь у зніманнях на повторюваній основі.

### Знімання
Знімальний процес розпочався 14 серпня 2019 року й завершився 10 грудня 2019 року. Знімання відбувались у Торонто та Кобурзі, Онтаріо, Канада.

## Реліз
Прем'єра серіалу відбулась 24 лютого 2021 року.

## Сприйняття

### Оцінка критиків
В огляді для Rolling Stone, Алан Сепінволл оцінив серіал у 3 з 5 балів. Порівнюючи серіал з іншим, «Дівчата Гілмор», він сказав: «Є межа, де „Джинні й Джорджія“ має очевидну перевагу над його попередником. Зрозуміло, що з самого початку не є особливо нормальним мати матір, яка бажає бути твоїм найкращим другом і не дозволяє зростати самостійно». Крістен Болдвін з Entertainment Weekly оцінила серіал у B- і написала в огляді: «Джинні й Джорджія хочуть змусити нас полюбити те, як Джорджії завжди вдасться лишатись на крок попереду. Натомість я продовжувала сподіватись, що Служби захисту дітей врешті наздоженуть її».
Середній рейтинг серіалу на агрегаторі оглядів Rotten Tomatoes, що базується на 31 огляді критиків, склав 6.2 з 10. У консенсусі критиків вебсайту йдеться: «Якщо серіалу „Джинні й Джорджія“ не вдається втілити свої амбіції в першому сезоні, принаймні цікаво спостерігати за тим, як він намагається». Metacritic оцінив серіал у 63 бали зі 100, базуючись на 14 оглядах критиків, вказуючи на «загалом сприятливі відгуки».

### Протиріччя
25 лютого 2021 року термін «Олімпійські ігри пригноблення» (англ. Oppression Olympics) став вірусним у Твіттері після сцени, у якій його використали Гантер і Джинні. Сцену розкритикували глядачі, які звинуватили серіал у використанні стереотипів, назвавши це «ганебним».
1 березня 2021 року серіал потрапив до чергової суперечки через рядки з фінальної серії, промовлені Джинні до Джорджії: «Ти проходиш через чоловіків швидше, ніж Тейлор Свіфт» (англ. You go through men faster than Taylor Swift. Рядки викликали негативну реакцію в шанувальників, які сприйняли це як прояв мізогінії та приклад засудження в розпусності; фраза «Respect Taylor Swift» набула популярності у Твіттері. Сама Тейлор Свіфт відреагувала на ситуацію твітом, у якому заявила: «Агов, Джинні й Джорджія, 2010 телефонував та просив повернути цей лінивий, глибоко сексистський жарт. Як щодо того, аби ми припинили принижувати жінок, які тяжко працюють, видаючи це коняче лайно за жарт». Вона також розкритикувала Netflix, зазначивши: «Після Miss Americana це вбрання не виглядає мило на тобі». Згодом серіал бомбардували на багатьох платформах, як-от Rotten Tomatoes, IMDb та Metacritic. Також його розкритикували за непривабливі рядки щодо Леді Гаги та Лани Дель Рей.

## Інші медіа
26 лютого 2021 року на Netflix відбувся реліз Ginny & Georgia: The Afterparty.